# Джеймстаунська середня школа (Нью-Йорк)

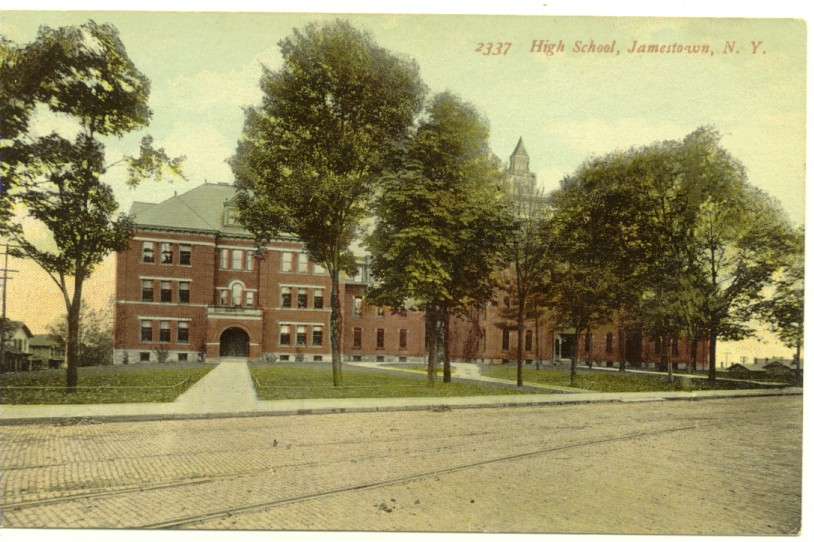
Одна з ранніх листівок із зображенням школи, приблизно 1906—1916 рр

Джеймстаунська середня школа (англ. Jamestown High School) — державна середня школа, розташована в Джеймстауні, Нью-Йорк, США. Це єдина державна середня школа для старших класів в межах міста Джеймстаун, вона також слугує навчальним закладом для деяких учнів з навколишніх міст Еллікотт, Кіантоне, Басті та Керролл.

## Історія
Джеймстаунська середня школа була заснована в 1867 році.
У 1933 році Джеймстаунська середня школа вже була переповненою у зв'язку із зростанням міста Джеймстаун. Місто вирішило розширити шкільну будівлю. Під час реконструкції лише половина шкільної будівлі могла використовуватись для навчання. З метою забезпечення навчального процесу в школі запровадили позмінне навчання: половина учнів навчались вранці, інша половина — вдень. Реконструкція завершилась в 1937 році.
У 1936 році музичний гурт та оркестр Джеймстаунської середньої школи виграли музичний конкурс класу А Асоціації нью-йоркських шкільних музичних гуртів та оркестрів.

## Навчання
Окрім стандартних предметів з історії, математики, природничих наук та англійської мови, в Джеймстаунській середній школі викладаються предмети, що охоплюють багато різних сфер мистецтва та музики. Школа також пропонує курси на рівні коледжу за програмою Advanced Placement Program з різноманітних предметів, які дозволяють студентам отримувати університетські кредити — одиниці вимірювання навчального навантаження студента, необхідного для здобуття визначених результатів навчання. Програма Advanced Placement Program іноді дає високі результати проходження екзаменів Advanced Placement. Заняття в коледжі також проводяться в школі через програму College Connections Jamestown Community College. Програма College Connections пропонує учням середніх шкіл, що беруть участь у програмі, можливість отримати кредити коледжу, пройшовши вибрані курси, які викладаються в Громадському коледжі Джеймстауна, безкоштовно та без необхідності залишати школу.
Учні, які є тими, хто входить до 20 % кращих учнів, вступають до Громадського коледжу Джеймстауна безкоштовно.

## Спорт
Джеймстаунська середня школа пропонує софтбол, бейсбол, теніс для хлопців, легку атлетику для хлопців і дівчат і гольф навесні; американський футбол, футбол серед хлопців і дівчат, крос серед хлопчиків і дівчат, теніс для дівчат, плавання для дівчат і волейбол для дівчат восени; а також баскетбол для хлопців і дівчат, плавання для хлопців, закриту бігову доріжку для хлопчиків і дівчат, боулінг і боротьба взимку. Хокей не є частиною шкільної спортивної програми, а проводиться місцевою молодіжною хокейною асоціацією в Джеймстауні.
Програма з американського футболу шкільної команди Red Raider досягла успіху в середині 1990-х років. Команда зіграла з середньою школою Норт-Рокленд: це була перша гра команди на чемпіонат штату в 1993 році. Хоча команда зазнала поразки в цій грі, Red Raiders продовжувала вигравати титули штату в 1994 і 1995 роках. Джеймстаун не міг вийти на гру за титул штату знову до 2000 року. Восени 2014 року футбольна команда Red Raider поїхала на чемпіонат NYSPHSAA Class AA Championship до Сірак'юсу, Нью-Йорк. «Рейдерс» зіграли з Ньюбургською вільною академією і виграли чемпіонат. Це був їхній перший чемпіонат з 2000 року.
У 2011 році шкільна баскетбольна команда Red Raiders посіла друге місце в чемпіонаті штату з баскетболу, зрештою поступившись головному гравцю штату — школі Маунт Вернон . У 2014 році баскетбольна програма просунулася до фіналу чемпіонату штату, зазнавши поразки від чартерної середньої школи «Грін Тех».

## Музика, клуби та організації
При школі існують такі клуби: мистецький клуб, астрономічний клуб, клуб трансляційних комунікацій, шаховий клуб, клуб навколишнього природного середовища, французький клуб, іспанський клуб, клуб із садівництва та інші клуби.

### Музика
Вивчення музики в державних школах Джеймстауна таке ж давнє, як і сама шкільна система. Наприкінці 1800-х років вчителі використовували фортепіано, гітару та будь-які інші доступні матеріали для навчання музиці. Міс Ебба Ґорасон та її брат Артур створили сьогоднішні шкільні музичні гурти в 1924 році, заснувавши А капела хор, оркестр і музичний гурт.

### Музичний гурт Джеймстаунської середньої школиRed Raider
Програма сучасного шкільного музичного гурту почалася в 1924 році під керівництвом Артура Ґорансона. З тих пір гурт став одним із головних елементів історії Джеймстауна. Гурт Red Raider представляв штат Нью-Йорк на Фестивалі штатів у Сент-Пітерберзі, штат Флорида (1982 та 1988). Гурт також представляв Нью-Йорк на параді до Дня подяки Macy's (1984, 1989 та 1995). Поїздка на парад Macy's у 1989 році включала 2 виступи на національному телебаченні в шоу Девіда Леттермана, а в 1995 році вони з'явилися на The Today Show на каналі NBC. У 1986 році гурт виступив на Новий рік на параді троянд у Пасадіні, Каліфорнія. Концертний гурт виступив на концерті в Карнеґі-холі в 1998 році. У 2000 році гурт був названий «Grand Champion International» на північноамериканському музичному фестивалі в Міртл-Біч, Південна Кароліна. Гурт відвідав захід FedEx Orange Bowl як представники штату Нью-Йорк у 2004 році. Там він посів перше місце в обох категоріях, парадному оркестрі та польовому змаганні, і отримав право виступити на попередній грі. У грудні 2007 року гурт поїхав до Орландо, штат Флорида, і виступив на Цитрусовому параді, що транслювався національному телебаченні, та різдвяному параді у Чарівному Королівстві у парку розваг Disney World. Маршируючий гурт брав участь у параді до Дня Святого Патріка в Нью-Йорку (2010) та Чикаго (2017). У 2012 та 2014 роках гурт відвідав Disney World для участі в параді електричного світла у Чарівному Королівстві. У грудні 2019 року маршируючий гурт вирушив до Disney World, щоб виступити на передноворічному параді у Чарівному Королівстві.
Маршируючий гурт заробив п'ять титулів чемпіона штату Нью-Йоркської конференції гуртів в 1992 (клас AAA), 2002, 2014, 2015 і 2018 роках.
У 2014 році гурт посів перше місце у другому дивізіоні змагань великих шкіл у Сірак'юс, штат Нью-Йорк, зі своїм шоу Gold Rush і ще раз посів перше місце у 2015 році з шоу Lasting Impressions. Це був перший раз у його історії, коли гурт виграв титули чемпіонату штату два рази поспіль.
У 2018 році гурт успішно завершив свій сезон ще однією перемогою у категорії «Велика школа 2» зі своїм шоу Canon. Це вже вп'яте, коли гурт отримав перше місце на конференції гуртів штату Нью-Йорк.

## Відомі випускники
- Роберт Г. Джексон — суддя Верховного суду та прокурор Нюрнберзького процесу
- Волтер Вашингтон — перший мер-комісар і мер Вашингтона, округ Колумбія
- Джейсін Пейдж — професійний баскетболіст
- Стівен Карлсон —гравець НФЛ
- Джеймс Паркер Голл — юрист і керівник університету
- Реджинальд Ленна — офіцер американської армії, бізнесмен і філантроп